# Samoà
El samoà (o gagana sāmoa) és una llengua austronèsia parlada a l'arxipèlag de Samoa. Forma part de la família de llengües polinèsies i se situa dins el subgrup samoic, del qual és la llengua principal. Samoa fou, juntament amb Tonga –i Fiji en part–, el bressol de les comunitats immigrants colonitzadores de tota la Polinèsia vers el 300 aC.

## Text d'exemple
S'ha escollit els dos primers articles de la declaració universal dels drets humans com a text d'exemple en samoà, per tal com és un text el significat del qual pot ser conegut per gairebé qualsevol persona del món. La versió que s'ofereix és la traducció oficial proveïda per l'Oficina de l'Alt Comissionat pels Drets Humans de les Nacions Unides.
Mataupu 1
O tagata soifua uma ua saoloto lo latou fananau mai, ma e tutusa o latou tulaga aloaia faapea a latou aia tatau. Ua faaeeina atu i a latou le mafaufau lelei ma le loto fuatiaifo ma e tatau ona faatino le agaga faauso i le va o le tasi i le isi,
Mataupu 2
E agavaa tagata taitoatasi uma i aia tatau uma faapea saolotoga uma ua faatulagaina mai i totonu o lenei Tautinoga e aunoa ma le tuueseeseina o so o se itu, e pei o ituaiga tagata, lanu, alii pe tamaitai, gagana, tapuaiga, talitonuga faaupu fai o malo po o se isi talitonuga, tulaga tau tagatanuu, po o mafuaaga tau tupuaga, meatotino, tulaga na fanau mai ai po o se isi tulaga,
E le gata i lea, e leai se tuueseesega e tatau ona faia i luga o faavae faaupufai o malo, tulaga tau puleaga po o tulaga faava-o-malo o le atunuu po o atunuu i lalo o nisi puleaga o lo o aumau ai, pe tutoatasi, pe o se atunuu tausi, pe e le tutoatasi, po o i lalo o so o se isi tapulaa tau puleaga.